# 波克羅夫 (烏克蘭)
波克羅夫（烏克蘭語：Покров，羅馬化：Pokrov，發音：[poˈkrɔu̯] ⓘ）是乌克兰第聂伯罗彼得罗夫斯克州尼科波爾區波克罗夫市镇内的城市及该市镇的行政中心，2020年7月18日前为该州的州辖市。該市距離首都基輔382公里，始建於1883年，面積26平方公里，海拔高度71米，2022年人口数量为37,493人。

## 城市名称
該地在1956年被更名為奧爾忠尼啟則（羅馬化：Ordzhonikidze），以紀念苏联政治人物谢尔戈·奥尔忠尼启则。
2016年乌克兰最高拉达通過去共产化法律將此地改为現名。

## 人口統計
根據 2001年烏克蘭人口普查，城裡人口共44,956人，而他們的母語人数的分布情况如下：
- 乌克兰语：66.9%
- 俄语：32.5%
- 其他：0.6%

## 图集

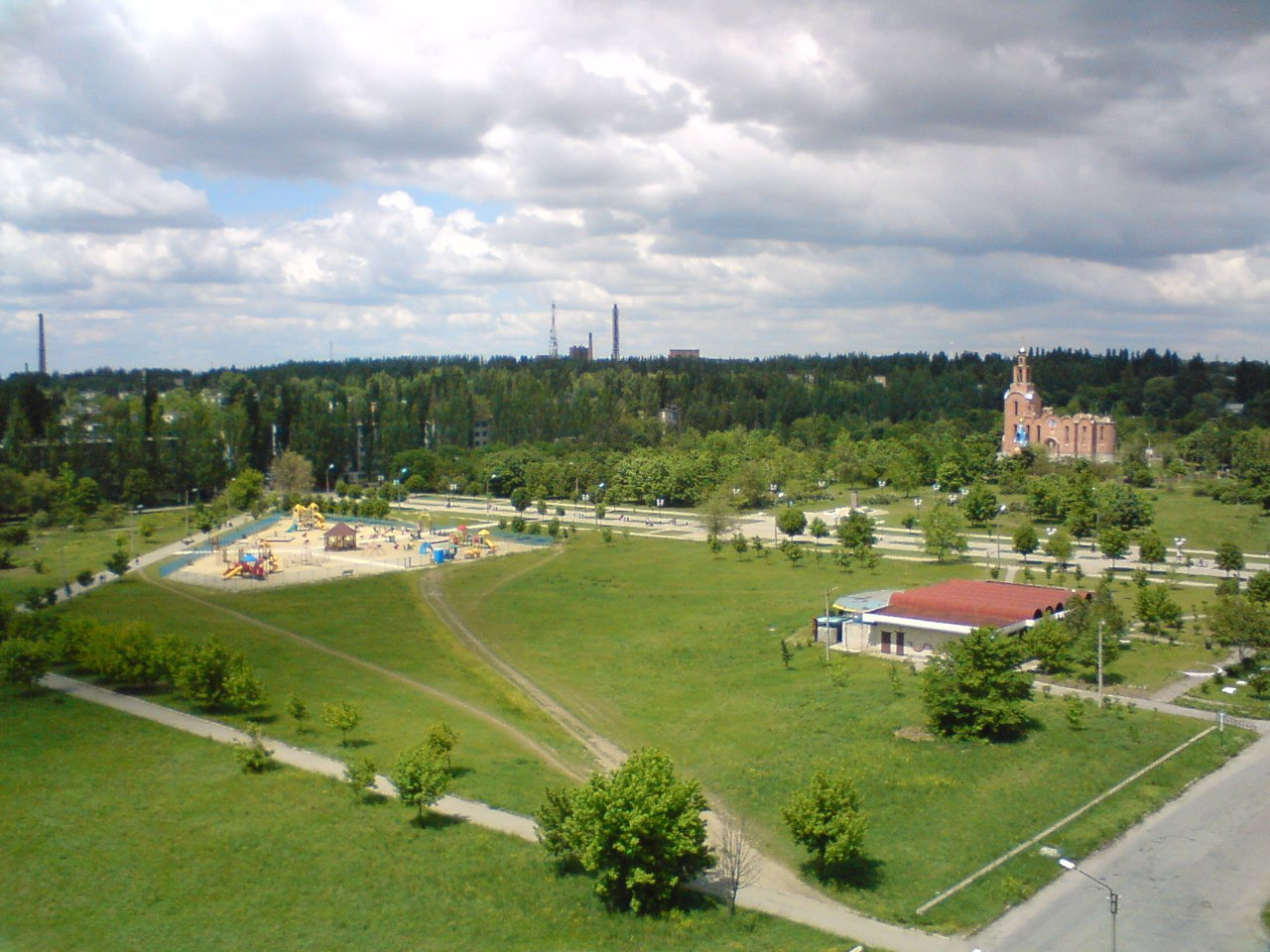
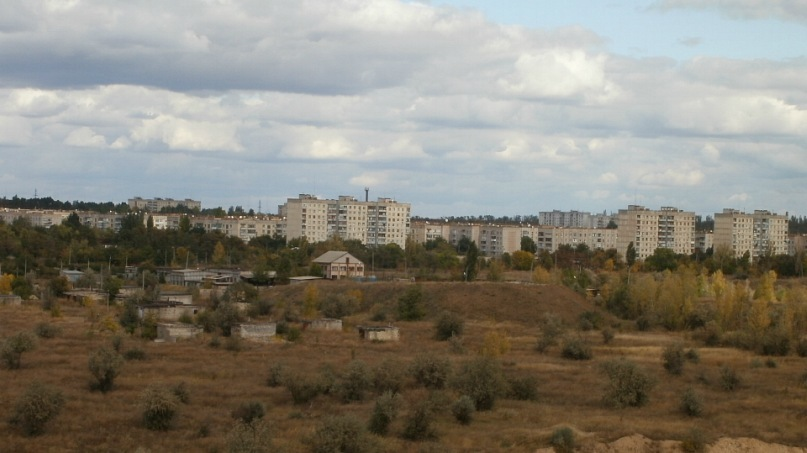
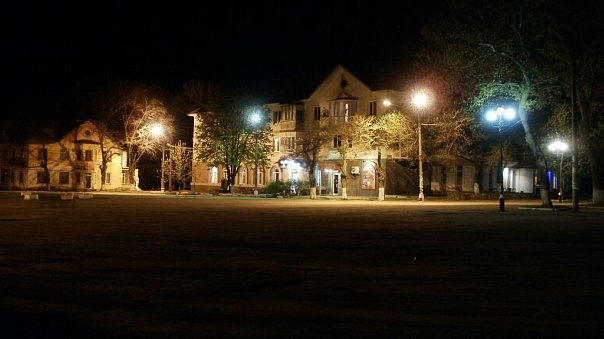
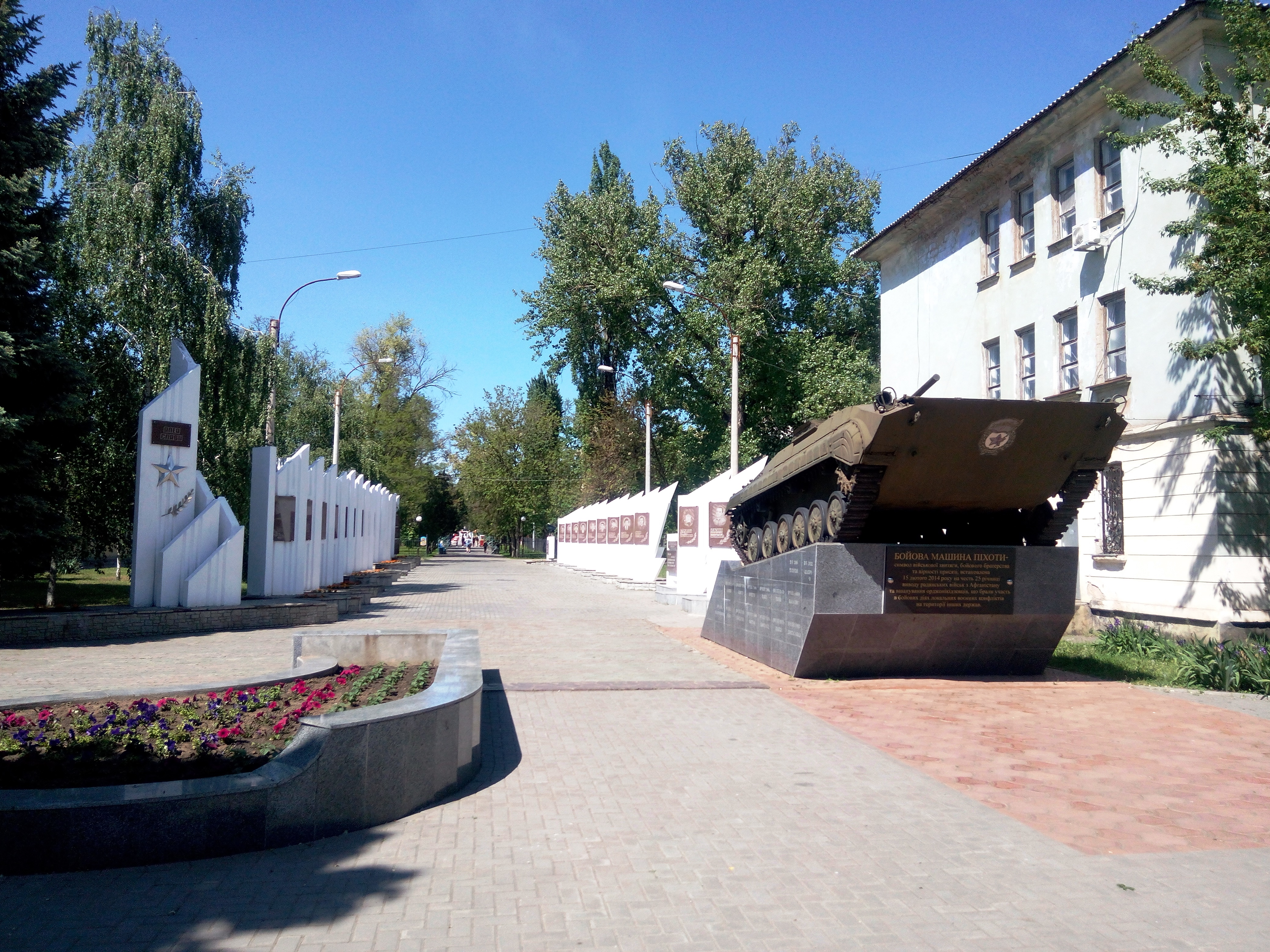

## 來源
1. ↑  周定国 (编). . . 中国对外翻译出版公司. NLC 003756704.[]
2. ↑   (PDF).   [2023-02-01]. （原始内容存档 (PDF)于2022-07-04）.
3. ↑  周定国 (编). . . 中国对外翻译出版公司. 2008-01  [2023-02-05]. NLC 003756704.[]
4. ↑  . 美國之音. 2016-03-21  [2016-03-22]. （原始内容存档于2016-06-21）.
5. ↑  . pop-stat.mashke.org.   [2023-01-26]. （原始内容存档于2022-11-12） （波兰语）.